# Petr Musílek
Petr Musílek (17. října 1945 Chotěboř – 31. října 2020 Havlíčkův Brod) byl český spisovatel.

## Život
Narodil se v Chotěboři. V letech 1960–1963 absolvoval učiliště VCHZ Synthesia Semtín Pardubice. Pracoval jako zámečník, údržbář, topenář, vedoucí zámečnické dílny, vrátný, stavební dělník, údržbář zeleně, kopáč, pomocný tesař, vrátný a bezpečnostní technik.
V letech 1962–1963 získal za scénáře pro amatérské poetické divadlo „Ironie“ II. cenu Šrámkovy Sobotky.
Po absolvování vojenské služby odešel do Prahy. V letech 1967–1968 se podílel na volných pořadech v PKOJF Praha Večer v poetické vinárně Viola, kde spolupracoval s Československým rozhlasem.
V roce 1969 odešel do Chotěboře. V časopisech a literárních přílohách deníků (Naše rodina, Mladá fronta, Práce, Rudé právo, Večerní Praha, Vlasta, Květy, Pochodeň, Kmen, Cesta Vysočiny, Region) zveřejňoval reportáže, verše, povídky a různé články o kulturních událostech. V letech 1978–1984 psal pro amatérské divadlo „Sondy“, v němž uvedl 14 premiérových pořadů poezie. Současně vydával stejnojmenný samizdatový časopis Sondy, jehož vyšlo 27 čísel. V letech 1985–1988 sestavil při Klubu přátel literatury Městského muzea v Chotěboři deset čísel čtvrtletníku Klubové listy.
Od roku 2001 působil jako redaktor amatérského fanouškovského magazinu Zbraně Avalonu (příloha Dílna Vysočiny). Od roku 2003 byl pořadatelem festivalu „Literární Vysočina“.

## Dílo
- Tichý svědek (verše), Nakladatelství Kruh Hradec Králové 1981
- Věci našeho života (verše), Nakladatelství Kruh Hradec Králové 1988
- Cesta k šípku (verše z let 1988-92), Chotěboř 2006
- Ztráta tíže, Chotěboř 2006
- Medaile za vytrvalost, Praha: Mezera, 2007
- Epigramy, Chotěboř: Quo vadis? 2008
- Amorena: ty jsi lano, o které se přetahuje láska a smrt, Chotěboř: Quo vadis? 2009
- Pěkné sny (kniha dětských říkanek), Chotěboř: Printli 1996
- Kniha dluhů (eseje ze života), Chotěboř: Printli 1996
- Cestovní deník (úvahy, zamyšlení, aforismy), Chotěboř: Printli 1996
- Bazič (kniha povídek), Chotěboř: Printli 1996
- Podivný svět (kniha dětských říkanek), Printli 1998